# MP3 Surround

Ilustração de 5.1 canais

MP3 Surround é uma extensão do MP3 para suporte de áudio multicanal, incluindo som surround 5.1. Foi desenvolvido pelo Fraunhofer IIS em colaboração com a Thomson e a Agere Systems e lançado em dezembro de 2004.
O MP3 Surround é compatível com versões anteriores do MP3 padrão. A sobrecarga de dados é 16 kbit/s, o que permite tamanhos de arquivo semelhantes aos arquivos MP3 estéreo padrão. O tamanho do arquivo é aproximadamente 10% maior que o de um arquivo MP3 típico. O codificador de avaliação atual é licenciado para uso pessoal e não comercial. Um arquivo MP3 Surround pode ser criado a partir de 5 ou 6 canais de áudio WAV.
Várias empresas, como a DivX, Inc. e a Magix, anunciaram suporte para o novo codec. A DivX, Inc. lançou seu primeiro player com suporte a MP3 Surround em 6 de setembro de 2006.
Em janeiro de 2006, a Thomson e a Fraunhofer IIS também lançaram duas novas tecnologias complementares: Ensonido, que permite a reprodução de som MP3 Surround 5.1 por meio de fones de ouvido estéreo, e MP3 SX, que atualiza arquivos mp3 estéreo padrão para arquivos mp3 surround.
Em sua versão 5.5, o Nullsoft Winamp incluiu o formato MP3 Surround como parte de seu decodificador de áudio MPEG integrado (lançado em 10 de outubro de 2007).
A partir de 2 de julho de 2008, com o software do sistema v2.40, o PlayStation 3 oferece suporte à reprodução de MP3 Surround.